# La Rochefoucauld
La Rochefoucauld è un comune francese di 3 265 abitanti situato nel dipartimento della Charente, nella regione della Nuova Aquitania.

## Società

### Evoluzione demografica
Abitanti censiti

## Amministrazione

### Gemellaggi
- Birkenau, dal 1981